# 울산해저협곡
울산해저협곡(Ulsan Submarine Canyon)는 울산 동방 약 55km 지점에 있는 해저협곡이다.

## 해양지명
수로업무법  제33조의4 제1항의 규정에 의거 해양지명위원회에서 심의·결정한 해양지명은 다음과 같다.
- 제정 해양지명 : 울산해저협곡
- 대표위치(WGS-84) : 35°28´40˝N 129°59´21˝E
- 범위 : 울산 동방 약 55km 지점에 형성된 해저골짜기로서 대한해협에서 울릉분지로 이어져 있으며, 길이는 약 30km임

## 명칭 유래
울산 앞 바다 해저에 위치하고 있으므로 인근 육상지명인 '울산'을 차용하였다.